# Luigi Ruffo Scilla
Luigi Ruffo Scilla (Sant'Onofrio, 25 de agosto de 1750 ; Nápoles, 17 de novembro de 1832) foi um cardeal italiano , núncio apostólico e arcebispo de Nápoles .

## vida
Ele era filho de Guglielmo Ruffo, Príncipe de Scilla, e Lucrezia Reggio, Princesa de Campoflorito e Aci. Ele estudou na Universidade de La Sapienza em Roma e recebeu seu doutorado in utroque iure, ou seja, Doutor das Duas Leis, em 3 de dezembro de 1772.
Foi ordenado sacerdote em 20 de maio de 1780 .
Luigi Ruffo Scilla foi nomeado arcebispo titular de Apamea na Bitínia em 11 de abril de 1785 . A consagração episcopal que lhe foi concedida em 24 de abril de 1785 Francesco Saverio de Zelada; Martino Bianchi, Arcebispo de Lucca , e Dom Pier Luigi Galletti OSB foram co-consagradores. Foi núncio no Grão-Ducado da Toscana de 26 de abril de 1785 a 1793. Foi então núncio na Áustria de 23 de agosto de 1793 a 9 de agosto de 1802.
No consistório de 23 de fevereiro de 1801, foi nomeado cardeal sacerdote de San Martino ai Monti e nomeado arcebispo de Nápoles em 9 de agosto do mesmo ano .
Em 26 de maio de 1806, foi expulso da França e banido para a fortaleza de Gaeta. Em 1809 ele veio para Paris e foi preso em Saint-Quentin de 1810 a 1813. Ele estava entre os 'cardeais negros' , junto com outros doze cardeais, incluindo Carlo Oppizzoni, Cesare Brancadoro, Alessandro Mattei e Pietro Francesco Galleffi. O imperador Napoleão os proibiu de usar a púrpura de cardeal porque se recusaram a comparecer ao casamento do imperador francês com a arquiduquesa Maria Luísa da Áustria em 2 de abril de 1810. Em 1813 ele foi transferido para Fontainebleau . Mais tarde, ele se encontrou com o Papa Pio VII e outros cardeais juntos no Castelo de Savona. Em 10 de junho de 1815 ele voltou a Nápoles.
Participou do conclave de 1823, que o Papa Leão XII, no conclave de 1829 que elegeu o Papa Pio VIII, e no conclave de 1830-1831 que elegeu o Papa Gregório XVI. escolheu. De 1830 a 1832 foi Cardeal Protopadre. Ele morreu como arcebispo de Nápoles em 1832, aos 82 anos. 

## Link externo
- Luigi Ruffo Scilla
- catholic-hierarchy.org